# Peter Dijkstra

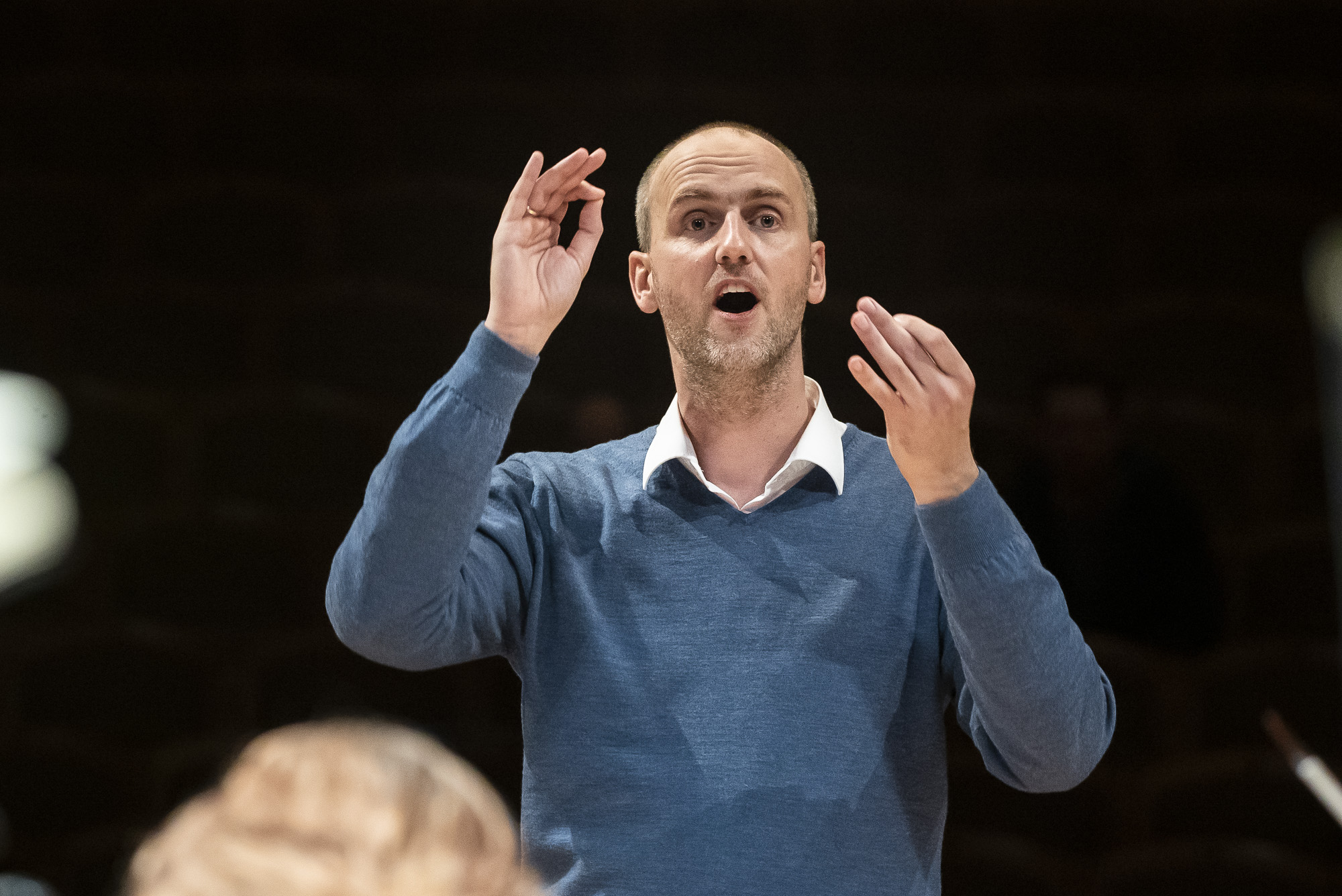
Peter Dijkstra (2018)

Peter Dijkstra (* 11. Juni 1978 in Roden, Niederlande) ist ein niederländischer Dirigent.

## Leben
Dijkstra sang in seiner Jugend im Roder Jongenskoor, einem Knabenchor, den sein Vater Bouwe Dijkstra 1985 gegründet hatte. Später studierte er Gesang und Dirigieren am Koninklijk Conservatorium Den Haag, bei Marcus Creed an der Hochschule für Musik und Tanz Köln und bei Jorma Panula an der Königlichen Musikhochschule Stockholm. Er besuchte zudem Meisterkurse bei Eric Ericson und Tõnu Kaljuste. Im Jahr 2000 war Dijkstra Assistenz-Dirigent des Nederlands Radio Koor Hilversum, außerdem ist er Gastdirigent des Nederlands Kamerkoor. Von 2005 bis 2016 war Dijkstra Künstlerischer Leiter beim Chor des Bayerischen Rundfunks, wohin er ab der Saison 2022/23 zurückgekehrt ist.  2007 wurde er zum Chefdirigenten des Chores des Schwedischen Rundfunks berufen. Immer wieder arbeitet er auch mit wichtigen europäischen Vokalensembles zusammen und tritt auch als Orchesterdirigent in Erscheinung.
Seit 2014 ist Dijkstra Professor für Chordirigat an der Hochschule für Musik und Tanz Köln.
Ab dem Wintersemester 2023/24 ist Dijkstra Professor für Chorleitung an der Hochschule für Musik Nürnberg.

## Preise
- Kersjes-van-de-Groenekan-Preis (2002)
- Eric Ericson Award (2003)
- Grammy Awards (2008) mit dem Chor des Bayerischen Rundfunks
- Eugen-Jochum-Preis (2014)
- Klassik-Echo (2014) mit dem Chor des Bayerischen Rundfunks